# Kaindorf
Kaindorf osztrák mezőváros Stájerország Hartberg-fürstenfeldi járásában. 2017 januárjában 2954 lakosa volt.

## Elhelyezkedése

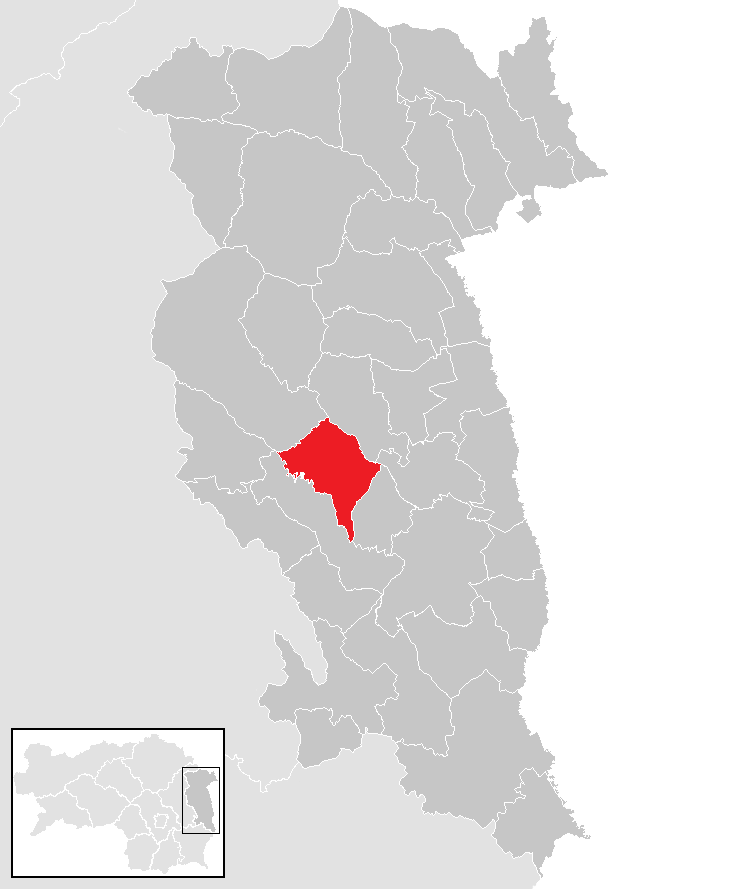
Kaindorf a Hartberg-fürstenfeldi járásban

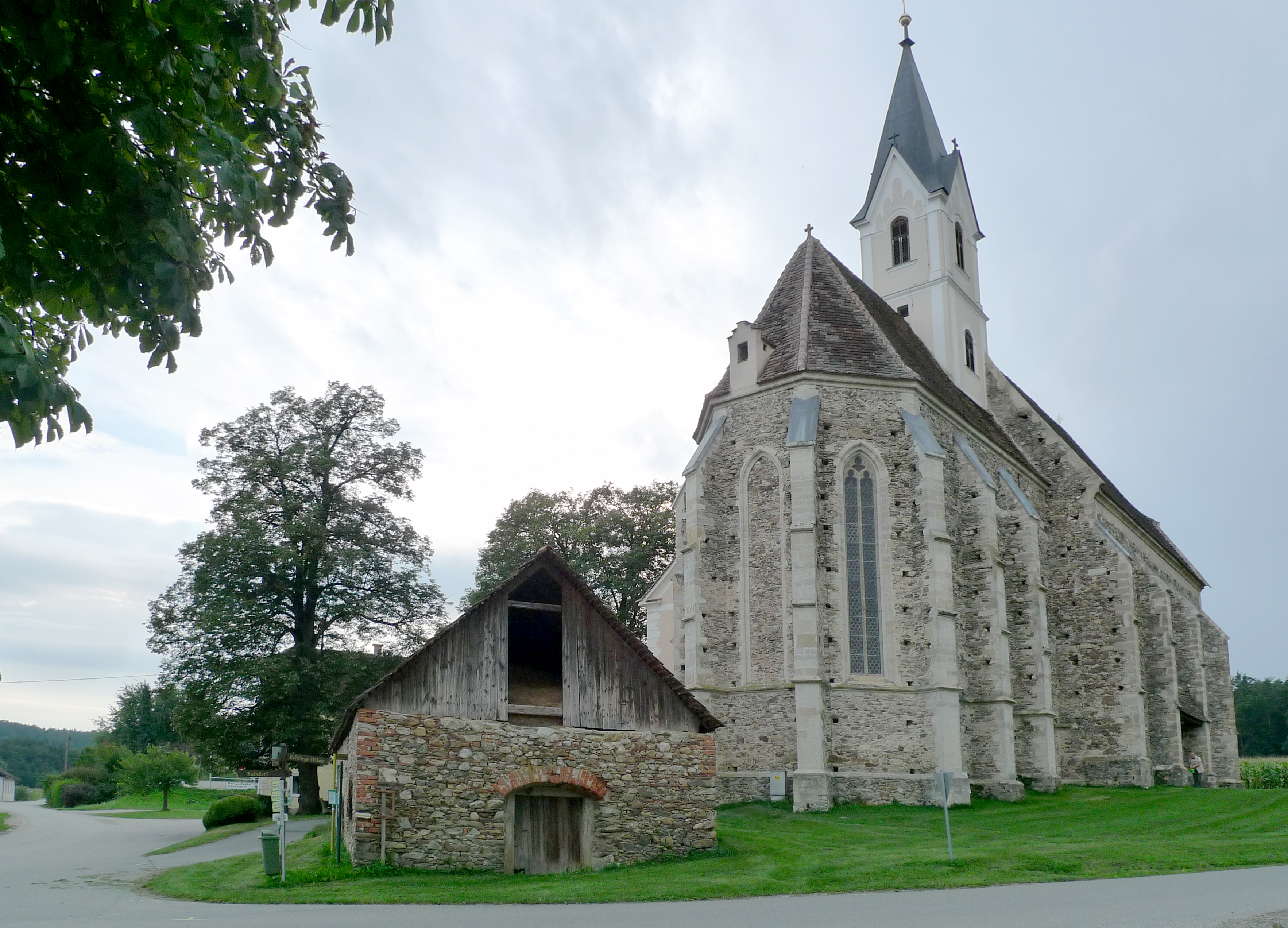
A hofkircheni Szt. István-templom

Kaindorf a Kelet-stájerországi dombságon fekszik, kb. 8 km-re délnyugatra a járási központ Hartbergtől és kb. 40 km-re északkeletre Graztól. Jelentős folyóvizei a Pöllauer Safen és a Tiefenbach, ill. északon a Dombach határolja. Az önkormányzat 4 települést egyesít: Dienersdorf (704 lakos), Hofkirchen bei Hartberg (660), Kaindorf (1159) és Kopfing bei Kaindorf (431). 
A környező önkormányzatok: északkeletre Hartberg Umgebung, keletre Buch-Sankt Magdalena, délkeletre Ebersdorf, délnyugatra Hartl, északnyugatra Pöllau.

## Története
Kaindorfot 1123 körül alapította Konrad von Safen, aki a földbirtokot valamivel korábban kapta I. Lipót stájer őrgróftól. Első írásos említése 1255-ből származik Chundorf néven ("Kunofalva", a Kuno a Konrád becézése). Mai formája (mint Khaindorff) 1523-ban jelentkezik először. A Safen-család a 13. században kihalt, birtokaik pedig a Stubenbergek, Neubergek, Stadeckek és Teuffenbacherek kezére kerültek. 
Az Idősebb Szt. Jakabnak szentelt plébániatemplomot elsőként 1313-ban említik. Mai formáját a 18. század elején nyerte el, amikor a korábbi épület egyes elemeit meghagyva átépítették.
A magyar határ közelében fekvő falu sokszor került ellenséges hadseregek útjába. 1418-ban a magyarok, 1532-ben a törökök, 1605-ben Bocskai hajdúi pusztították el. 1704. július 25-én Rákóczi kurucai gyújtották fel. 
A mezőgazdaságból élő település a 20. században a Safen-völgy kereskedelmi központjává nőtte ki magát. A második világháború után a gazdasági felélénkülés következtében épületállománya 50 év alatt megduplázódott. 1998-ban a tartományi kormányzat mezővárosi rangra emelte Kaindorfot.
A 2015-ös stájerországi közigazgatási reform során Kaindorf önkormányzatát össze akarták vonni a környező községekkel. Az első, nagyobb léptékű koncepciót a lakosság népszavazáson elutasította, ezután egy kisebb mértékű átalakítással Dienersdorfot és  Hofkirchen bei Hartberget csatolták a mezővároshoz. 

## Lakosság
A kaindorfi önkormányzat területén 2017 januárjában 2954 fő élt. A lakosságszám 1961 óta (akkor 2078 fő) erőteljesen gyarapodó tendenciát mutat. 2015-ben a helybeliek 94,4%-a volt osztrák állampolgár; a külföldiek közül 0,7% a régi (2004 előtti), 2,4% az új EU-tagállamokból érkezett. 1% a volt Jugoszlávia (Szlovénia és Horvátország nélkül) vagy Törökország, 1,5% egyéb országok polgára. 2001-ben a lakosok 92,2%-a római katolikusnak, 1,1% evangélikusnak, 1,4% ortodox kereszténynek, 1,2% muszlimnak, 2% pedig felekezet nélkülinek vallotta magát. Ugyanekkor 8 magyar élt a mezővárosban.

## Látnivalók
- a Szt. Jakab-plébániatemplom a kurucok 1704-es támadása során megrongálódott, ezért 1716-1722 között átépítették
- a hofkircheni Szt. István-templom a 15. században épült és a későbbi bővítések során megtartotta gótikus jellegét
- a hofkircheni templom közelében található a bejárata annak a 14. századi Kaindorfi Asszonybarlang (Frauenhöhlen von Kaindorf) nevű alagútrendszernek, amelyben a lakosság feltehetően háborúk idején keresett menedéket
- 17. századi műemlék polgárház

## Fordítás
- Ez a szócikk részben vagy egészben  a   Kaindorf (Steiermark) című német Wikipédia-szócikk ezen változatának fordításán alapul.  Az eredeti cikk szerkesztőit annak laptörténete sorolja fel. Ez a jelzés csupán a megfogalmazás eredetét és a szerzői jogokat jelzi, nem szolgál a cikkben szereplő információk forrásmegjelöléseként.